# JP Leppäluoto

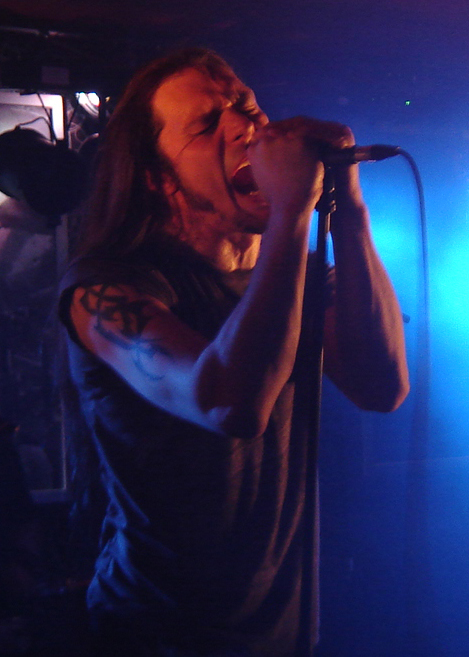
JP Leppäluoto (2009)

Juha-Pekka „JP“ Leppäluoto (* 15. November 1974 in Raahe) ist ein finnischer Musiker. Er war von 1995 bis zu deren Auflösung im Sommer 2011 Sänger und Songwriter in der Rockband Charon. Zudem sang er auf dem Album Escapexstacy von Poisonblack (2003). Danach wurde er Vokalist und Songwriter der Band Harmaja und Mitglied als Sänger bei Northern Kings und Raskasta Joulua. 2020 veröffentlichte er sein erstes Soloalbum.

## Raskasta Joulua
JP Leppäluoto ist Mitglied bei Raskasta Joulua (engl. Heavy Christmas), ein Musikprojekt, das vom finnischen Gitarristen Erkka Korhonen gegründet wurde. Raskasta Joulua interpretiert Weihnachtslieder als Heavy-Metal-Versionen. Mitwirkende sind unter anderem:
- Marco Hietala
- Tony Kakko
- Jarkko Ahola
- Antony Parviainen (Machine Men)
- Tommi „Tuple“ Samela (Tarot)
- Ari Koivunen (Amoral)
- Ville Tuomi (Kyyria)
- Kimmo Blom
- Antti Railio
- Pasi Rantanen

## Diskographie

### Mit Charon
- Sorrowburn (1998)
- Tearstained (2000)
- Downhearted (2002)
- The Dying Daylights (2003)
- Songs for the Sinners (2005)

### Mit Northern Kings
- Reborn (2007)
- Rethroned (2008)

### Mit Harmaja
- Harmaja EP (2007)
- Harmaja (2009)
- Lento (2010)
- Marras (2012)

### Mit Poisonblack
- Escapexstacy (2003)

### Solo
- Piilevää pimeää (2020)